# Velebit

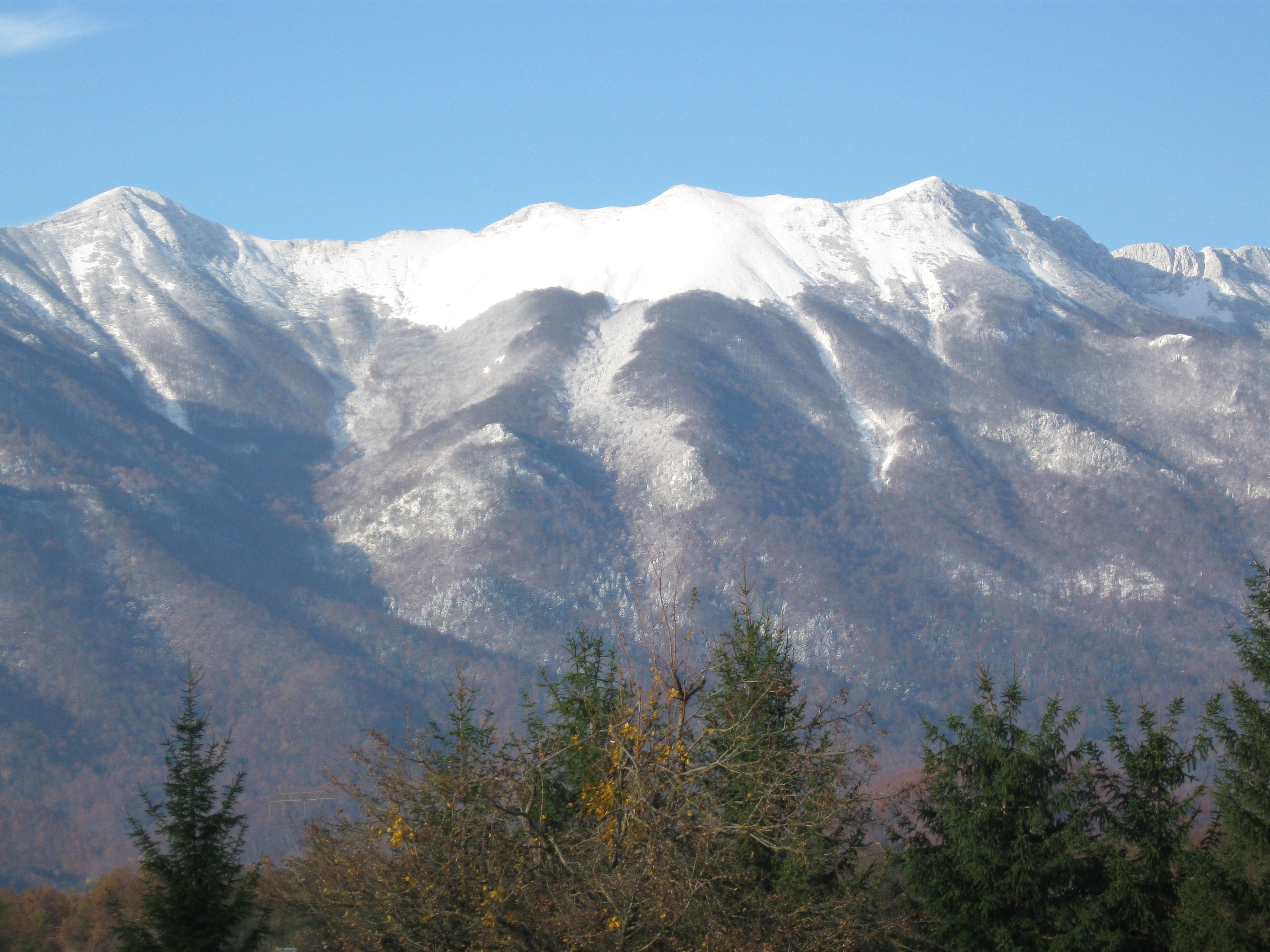
Velebit

Velebit é a mais longa cadeia de montanhas da Croácia. O seu pico mais alto é Vaganski Vrh com 1757 metros de altitude. A cadeia forma parte dos Alpes Dináricos, correndo ao longo da costa do Mar Adriático, posicionada entre o mesmo e a região de Lika, no interior do país. A cordilheira começa no noroeste do país, no passo Vratnik, próximo a Senj; e percorre 145 km em direção ao sudeste, se estendendo até perto da nascente do rio Zrmanja, a noroeste de Knin.